# Parafia św. Jadwigi Królowej w Kmiecinie
Parafia św. Jadwigi Królowej w Kmiecinie – parafia rzymskokatolicka w diecezji elbląskiej. Erygowana w latach 1322–1332.
W XIX wieku zniesiono parafię w Kmiecinie, podporządkowując ją parafii Przemienienia Pańskiego w Nowym Dworze Gdańskim. Po II wojnie światowej kościół w Kmiecinie przejął Skarb Państwa, zamieniając go na muzeum regionalne ziemi żuławskiej. Dzięki wydarzeniom w sierpniu 1980 roku przekazano go Kościołowi. Parafia została reerygowana 1 lipca 1981 roku przez biskupa gdańskiego Lecha Kaczmarka.
Parafia obejmuje miejscowości: Kmiecin, Rakowe Pole, Różewo, Solnica. Tereny parafii znajdują się w gminie Nowy Dwór Gdański, w powiecie nowodworskim, w województwie pomorskim.

## Kościół
Kościół wybudowano w 1344 roku. Pierwotnie kościół katolicki, od 1564 roku do II wojny światowej ewangelicki. To budowla gotycka, ceglana, kryta dwuspadowym dachem o pokryciu ceramicznym. Od strony zachodniej w 1697 roku dobudowano drewnianą wieżę o konstrukcji szkieletowej, z nadwieszoną ośmioboczną izbicą. Wieża ma charakterystyczny szeroki podcień otaczający dolną kondygnację – rzadko spotykany element architektoniczny na Pomorzu.
Wewnątrz kościoła zachował się XVII-wieczny drewniany, polichromowany ołtarz, barokowy chór i bogato rzeźbione organy z końca XIX wieku. Na teren kościoła prowadzi drewniana brama z 1803 roku, przeniesiona tu w 1967 z Jasionna w gminie Gronowo Elbląskie)

## Proboszczowie parafii
- 1981 – 2007 – ks. Jan Chojnacki
- od 2007 – ks. dr hab Józef Kożuchowski